# Jean-Baptiste Pérès
Pour les articles homonymes, voir Pérès.
Jean-Baptiste Pérès, né à Valence d'Agen en 1752, et mort en 1840, fut professeur de mathématiques et de physique chez les Oratoriens de Lyon, puis magistrat à Agen où il termina sa vie conservateur de la bibliothèque municipale.
Ce qui a fait sa renommée, c’est un opuscule, paru anonymement en 1827, Comme quoi Napoléon n’a jamais existé. Grand erratum. Source d’un nombre infini d’errata à corriger dans l’histoire du XIXe siècle. Son intention était de ridiculiser les thèses mythistes de Charles-François Dupuis qui prétendent établir l’inexistence de Jésus de Nazareth, en montrant qu’il suffisait d’appliquer leurs méthodes pour « prouver » l’inexistence de Napoléon — lequel ne serait, en dernière analyse, que la personnification d'un mythe solaire.

## Publications
- Comme quoi Napoléon n'a jamais existé ou Grand erratum, source d'un nombre infini d'errata à noter dans l'histoire du XIXe siècle, 1827. 
Le texte est accessible en ligne sur les sites suivants :
  - Gallica 1835, 1836, 1861, 1909
  - Google 1861
  - PHDN. Pratique de l’histoire et dévoiements négationnistes
- Gustave Davois, Comme quoi Napoléon n'a jamais existé ou Grand erratum, source d'un nombre infini d'errata à noter dans l'histoire du XIXe siècle, avec des notes bibliographiques, Paris, L'édition bibliographique, 1909.
Réédition récente : Pérès, Jean-Baptiste / Sciascia, Leonardo. Le grand erratum, suivi de Jette le masque, Bonaparte !, préface de Arthur Bernard, Grenoble : Éditions Cent Pages, 2003.